# Ken Uston
Ken Uston, nato Kenneth Senzo Usui (New York, 12 gennaio 1935 – Parigi, 19 settembre 1987), è stato uno scrittore e giocatore di blackjack statunitense.
Durante gli anni settanta divenne famoso per la sua capacità di utilizzare la strategia del conteggio delle carte che lo portò a vincere milioni di dollari nei vari casinò che frequentò.
Divenne famoso anche per avere vinto una causa contro il Resorts International di Atlantic City, New Jersey, che lo aveva bandito dai propri casinò proprio per le sue capacità nell'utilizzo della tecnica del conteggio delle carte.

## Opere
- The Big Player (ISBN 0-03-016921-6)
- One Third of a Shoe
- Million Dollar Blackjack, 1981, Carol Publishing Group (ISBN 0-89746-068-5)
- Ken Uston on Blackjack (ISBN 0-942637-56-9)
- Mastering Pac-Man, apparso anche nella lista dei best seller del New York Times[1]